# Yamato (popor)

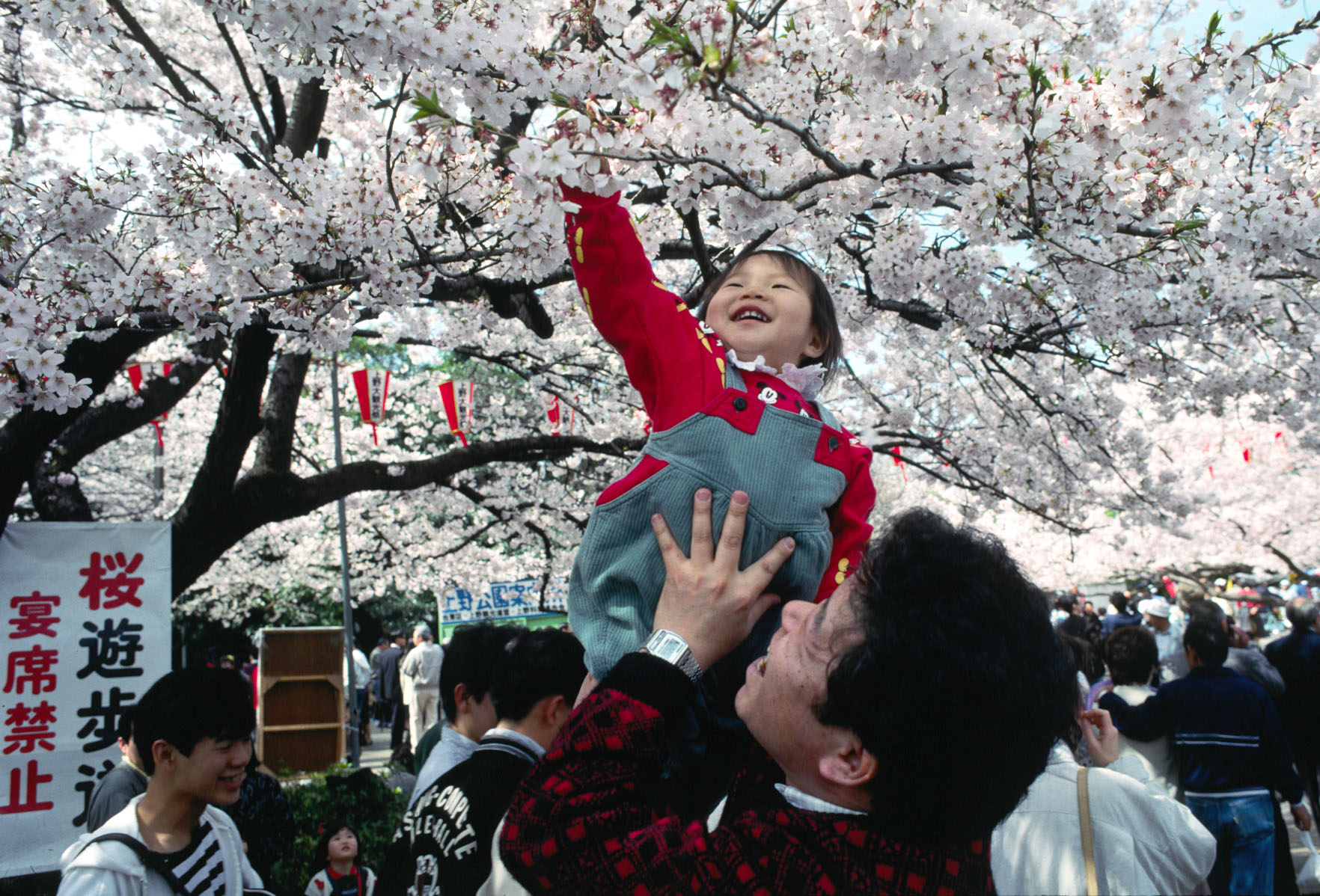
Bărbat japonez cu copilul său în timpul sărbătorii Hanami în Parcul Ueno, Tokyo, Japonia, 2005

Poporul yamato (大和 民族 Yamato minzoku) sau Wajin (和人) sunt un grup etnic est-asiatic, națiune nativă în arhipelagul japonez.      
Termenul a ajuns să fie utilizat pe la sfârșitul secolului19 pentru a distinge coloniștii din Japonia centrală de grupurile etnice minoritare care s- au stabilit în zonele periferice ale Japoniei, cum ar fi ainu, ryukyuanii, nivkhii, orokii, precum și coreenii, taiwanezii și taiwanezii-aborigeni care au fost încorporați în Imperiul Japonez la începutul secolului al XX-lea.  
Oamenii din provincia Yamato cuprindeau atât nativi japonezi, precum și imigranți chinezi și coreeni. Liderii clanului și-au construit și propriul sistem de credință, care includea închinarea strămoșilor la o religie națională cunoscută sub numele de Șintoism. 
Numele de Yamato a fost aplicat Casei Imperiale a Japoniei sau "Curții Yamato", care a existat în Japonia în secolul al IV-lea, și a fost inițial numele regiunii în care poporul Yamato s-a stabilit prima dată în provincia Yamato (prefectura Nara modernă). Generații de istorici, lingviști și arheologi japonezi au dezbătut dacă cuvântul este legat de Yamatai (邪馬台) sau nu. Clanul Yamato a înființat prima și singura dinastie a Japoniei. 
În secolele recente, unii yamato au emigrat din Japonia în Peru, Brazilia și în alte țări din America de Sud. 

## Etimologie
Wajin (cunoscut și sub numele de Wa sau Wō) sau yamato au fost numele pe care, la început, îl foloseau chinezii pentru a se referi la un grup etnic care locuia în Japonia în Perioada Yayoi a celor Trei Regate. Scribii chinezi, japonezi și coreeni au scris în mod regulat Wa sau Yamato cu unul și același caracter chinez 倭 - însemnând pitic - până în secolul al VIII-lea, când japonezii l-au considerat nedemn, înlocuindu-l cu 和, care înseamnă "armonie, pace, echilibru".  Retroactiv, acest caracter a fost adoptat în Japonia pentru a se referi la țara în sine, adesea combinată cu caracterul 大, care înseamnă literalmente "Mare", similar Marii Britanii, pentru a scrie numele preexistent Yamato (大 和) (de ex.清 帝國 "Marele Imperiu Qing ", 大 英 帝國 "Marele Imperiu Britanic "). Pronunția yamato nu poate fi realizată din sunetele  caracterelor (kanji) sale constitutive; se speculează că se referă inițial la un loc din Japonia care înseamnă "poarta muntelui" (山 戸: 山 yama = munte, 戸 to = poartă). 
Provincia istorică Yamato (acum prefectura Nara din centrul insuleiHonshu) se învecinează cu provincia Yamashiro (acum partea sudică a prefecturii Kyoto); totuși, numele ambelor provincii par să conțină etimonul japonez yama, de obicei însemnând "munte (i)" (dar uneori având un înțeles mai aproape de "pădure", mai ales în unele limbile ryukyuane). Alte perechi de provincii istorice din Japonia prezintă o partajare similară a unui element etimologic, cum ar fi Kazusa (<* Kami-tu-Fusa, " Fusa superioară") și Shimōsa (* Simo-tu-Fusa, "Lower Fusa") or Kōzuke (<*Kami-tu-Ke, "Upper Ke ") și Shimotsuke (<* Simo-tu-Ke, "Lower Ke"). În aceste ultime cazuri, se crede că perechile de provincii cu nume similare au fost create prin subdiviziunile unei singure provincii anterioare în vremuri preistorice sau protoistorice. 

## Istoricul utilizării termenului
În secolul VI, dinastia Yamato - una din multe triburi, de diferite origini, care s-au stabilit în Japonia în preistorie a fondat un stat pe modelul statelor chineze Sui și Tang, centrele influenței politice din Asia de Est la vremea respectivă. Pe măsura ce influența yamato s-a extins, vechiul limbaj japonez a devenit limba comună. 
Conceptul de "sânge pur" ca un criteriu pentru unicitatea minzoku-ului Yamato a început să circule în jurul anului 1880 în Japonia, în timp ce unii cercetători japonezi au început investigațiile privind eugenia.
În Japonia actuală, termenul Yamato minzoku poate fi privit ca fiind învechit prin conotația noțiunilor rasiste care au fost răspândite în multe cercuri nipone, după capitularea Japoniei, la capătul celui de-Al Doilea Război Mondial.
Termenul "poporul japonez", sau chiar "japonezii yamato", este adesea folosit, deși acești termeni au, de asemenea, complicații, din cauza amestecului ambiguu al noțiunilor de etnie și naționalitate. Dacă este privit ca un singur grup etnic, poporul yamato se numără printre cele mai mari din lume. Ei au condus Japonia pe aproape întreaga lor istorie. 
Kazuro Hanihara a anunțat o nouă teorie a originii poporului yamato sub forma unui "model de structură dublă" în 1991. Potrivit lui Hanihara, liniile japoneze moderne au început cu poporul  <i>jōmon</i>, care s-a mutat în arhipelagul japonez, în timpul paleoliticului, din patria lor din Asia de sud-est, urmat de un al doilea val de imigrație, din Asia de nord-est spre Japonia în perioada Yayoi. După expansiunea populației în epoca neolitică, acești nou-veniți și-au găsit apoi drumul spre arhipelagul japonez cândva în timpul perioadei Yayoi. Ca urmare, amestecul a fost obișnuit în regiunile insulare Kyūshū, Shikoku și Honshū, dar nu a predominat în insulele periferice din Okinawa și Hokkaidō, iar populațiile ryukyu și ainu din strămoșii jōmon au continuat să domine acolo. Mark J. Hudson susține că principala imagine etnică a poporului japonez a fost formată din punct de vedere biologic și lingvistic între 400 și 1200 d.H.

## Origine
Cea mai acceptată teorie este aceea că japonezii yamato de astăzi sunt descendenții poporului indigen jōmon și ai poporului imigrant yayoi. Un studiu din 2017 privind ADN-ul de jōmon din muntele Sanganji din Tōhoku a estimat că japonezii moderni (yamato) au moștenit sub 20% din genomii popoarelor jōmon și au demonstrat ferm că strămoșii lor au rezultat din mixtura genetică a oamenilor indigeni Jōmon și migranții din timpul și de după perioada Yayoi.
Populația găsită a fi cea mai apropiată de jōmon a fost ainu, urmată de ryukyuani și apoi de japonezii continentali (Yamato). Poporul Yamato este în mod predominant descendent al poporului yayoi .El este legat de alți asiatici orientali moderni, în special coreeni și chinezi.  Se estimează că majoritatea japonezilor din jurul orașului Tokyo au aproximativ 12% din strămoșii jōmon.
O altă cercetare genomică (Takashi et al., 2019) confirmă în continuare că japonezii moderni (yamato) descind, în cea mai mare parte, din poporul yayoi. Analiza ADN-ului mitocondrial al jōmonilor și probele japoneze moderne arată că există o discontinuitate între  ADNmt al oamenilor din perioada Jōmon și populația din perioadele Kofun și Heian. Această constatare implică faptul că conversia genetică a poporului japonez ar fi putut avea loc în timpul sau înainte de epoca Kofun, cel puțin în zona Shomyoji.
Un studiu recent arată că japonezii moderni (yamato) împărtășesc aproximativ 90% din genomul lor cu populația yayoi. 

## Poporul ryukyu
Au existat dezacorduri privind considerarea ryukyuanilor ca fiind tot yamato, sau identificarea lor ca un grup etnic independent, dar înrudit sau ca un subgrup al etnicității japoneze împreună cu yamato. Începând cu perioada Meiji, cercetătorii japonezi au susținut un punct de vedere ideologic, mai târziu discreditat, că ryukyu erau un subgrup al poporului yamato. Ryukyuanii au fost asimilați ca japonezi (yamato), identitatea lor etnică fiind suprimată de guvernarea Meiji .  Mulți oameni japonezi moderni din Insulele Ryukyu sunt un amestec de yamato și ryukyuan. 
Shinobu Orikuchi a susținut că ryukyuanii au fost "proto-Japanese" (原日本人 gen nippon jin?) , în timp ce Kunio Yanagita a sugerat că sunt un subgrup care s-a stabilit în Insulele Ryukyu, în timp ce principalul val migrator s-a mutat spre nord stabilindu-se în arhipelagul japonez și devenind apoi poporul yamato.     